# Wężyska (gromada)
Wężyska – dawna gromada, czyli najmniejsza jednostka podziału terytorialnego Polskiej Rzeczypospolitej Ludowej w latach 1954–1972.
Gromady, z gromadzkimi radami narodowymi (GRN) jako organami władzy najniższego stopnia na wsi, funkcjonowały od reformy reorganizującej administrację wiejską przeprowadzonej jesienią 1954 do momentu ich zniesienia z dniem 1 stycznia 1973, tym samym wypierając organizację gminną w latach 1954–1972.
Gromadę Wężyska z siedzibą GRN w Wężyskach utworzono – jako jedną z 8759 gromad na obszarze Polski – w powiecie krośnieńskim w woj. zielonogórskim na mocy uchwały nr V/17/54 WRN w Zielonej Górze z dnia 5 października 1954. W skład jednostki weszły obszary dotychczasowych gromad Wężyska, Czarnowo, Chojna, Czeklin i Świercze ze zniesionej gminy Wężyska w tymże powiecie. Dla gromady ustalono 13 członków gromadzkiej rady narodowej.
1 stycznia 1959 do gromady Wężyska włączono wieś Brzózka ze zniesionej gromady Dychów w tymże powiecie oraz wieś Sarbia z nowo utworzonej gromady Krosno Odrzańskie tamże.
Gromada przetrwała do końca 1972 roku, czyli do kolejnej reformy gminnej.